# 西伯利亚气团
西伯利亚气团是一个寒冷、干燥的气团，在秋季和冬季位于西伯利亚的大陆表面。 它属于寒冷的大陆性气团。 在日本，它是冬季西风高氣壓|低气压模式的一部分，给日本海一侧带来大雪，给太平洋一侧带来强风。
它构成了西伯利亚广阔领土的东半部，在冬季发展。
这个冷气团发展的原因是因为被喜马拉雅山脉所阻挡。

## 相关项
- 气团#日本周边的气团
  - 小笠原气团|扬子江气团|鄂霍次克海气团|赤道气团